# 平方

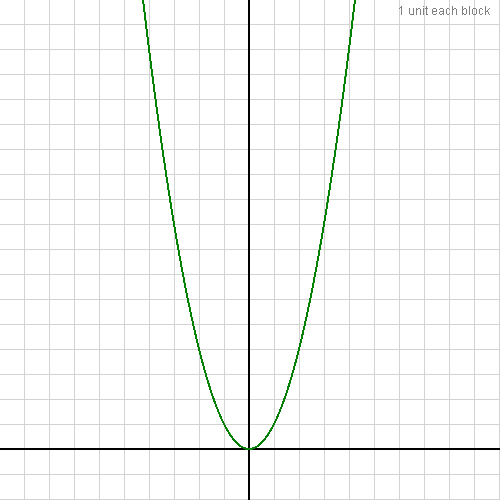

代数中，一个数的平方是此数与它的本身相乘所得的乘积，一个元素的平方是此元素与它的本身相乘所得的乘积，记作x2。平方也可視為求指數为2的幂的值。若x是正实数，这个乘积相当于一个边长为x的正方形的面积；如果x为虚数，则这个乘积为负数。如果x为非虛數的复数，则这个乘积也是复数。
如果实数y = x2，就说y是x的平方；如果同時x是非负数，那么x就是y的平方根。如果一个整数 {\displaystyle n} 是某个整数的平方，则称 {\displaystyle n} 为一个完全平方数或平方数。有理数的平方一定是有理数，无理数的平方可以是有理数，也可以是无理数。

## 平方和
平方和通常指一些正整数的平方之和，整数的个数可以是有限个，也可以是无限多。
正整数的平方和公式如下：
{\displaystyle 1^{2}+2^{2}+3^{2}+4^{2}+5^{2}+6^{2}+...+n^{2}={\frac {n(n+1)(2n+1)}{6}}}

### 证明
用数学归纳法证明如下：
{\displaystyle n=1}時，{\displaystyle 1^{2}={\frac {1\times 2\times 3}{6}}=1}成立
{\displaystyle n=2}時，{\displaystyle 1^{2}+2^{2}={\frac {2\times 3\times 5}{6}}=5}成立
設{\displaystyle n=k}時成立，即{\displaystyle 1^{2}+2^{2}+3^{2}+....+k^{2}={\frac {k(k+1)(2k+1)}{6}}}成立
當{\displaystyle n=k+1}時，
{\displaystyle 1^{2}+2^{2}+3^{2}+....+k^{2}+(k+1)^{2}}
{\displaystyle ={\frac {k(k+1)(2k+1)}{6}}+(k+1)^{2}}
{\displaystyle ={\frac {(k+1)(2k^{2}+k)}{6}}+{\frac {6(k+1)^{2}}{6}}}
{\displaystyle ={\frac {(k+1)[(2k^{2}+k)+6(k+1)]}{6}}}
{\displaystyle ={\frac {(k+1)(2k^{2}+7k+6))}{6}}}
{\displaystyle ={\frac {(k+1)(k+2)(2k+3)}{6}}}
{\displaystyle ={\frac {(k+1)[(k+1)+1][2(k+1)+1]}{6}}}
故{\displaystyle n=k+1}時亦成立，原式得證。
也可以用组合数公式来推导这个公式。
平方和也可以指：{\displaystyle a^{2}+b^{2}=(a+bi)(a-bi)}